# المسلمون قادمون (فلم)
المسلمون قادمون (بالإنجليزية: The Muslims Are Coming!) هو فيلم كوميدي تم إنتاجه في الولايات المتحدة وصدر في سنة 2013. الفيلم من إخراج دين عبيدالله.

## بطولة
- دين عبيدالله

## روابط خارجية
- مقالات تستعمل روابط فنية بلا صلة مع ويكي بيانات